# 生きている地球レポート
生きている地球レポート（いきているちきゅうレポート）とは、世界自然保護基金(WWF)が発行している環境問題についての報告書。地球環境とそれに対する人間の活動による影響について考察を行なっており、1998年から隔年ごとに発行されている（直近は2008年版）。

生きている地球指数,1970-2016

「生きている地球指数」(LPI:Living Planet Index)と「エコロジカル・フットプリント」(EF:Ecological Footprint)の二つの指標を用いて、20世紀後半(1960年代/1970年代)から発行時までの地球環境の変化、および近未来の変化について考察・提言を行なっている。

## 生きている地球指数
生きている地球指数(LPI)は「世界の生物多様性の状態を示す指数であり」、脊椎動物において3,600以上の個体群の増減動向に基づいて計算され、「陸生生物種695 種、海洋生物種274 種、淡水生物種344 種の個体数の変動を測定した3つの別々の指数の平均値」として算出されている。
『生きている地球レポート2006』では、1970年代から2003年までのLPIの減少を指摘しており、陸生脊椎動物では31%の減少、海洋性脊椎動物では27%の減少、淡水性脊椎動物では28%の減少があるとしている。

## エコロジカル・フットプリント
エコロジカル・フットプリント(EF)は、人間活動が環境に与える負荷を、資源の再生産および廃棄物の浄化に必要な面積として示した数値である。
『生きている地球レポート2006』では、世界全領域の1961年から2003年までのEFの変化を、構成要素別に解析している。それによれば、EFは1961年に対して2003年では3倍以上に増加し、1980年代に全世界の生物生産力を超えてオーバーシュート（需要過剰）状態となっており、2003年のEFは生物生産能力を20%強も上回っているとされる。
また、世界各国のEFを構成要素別にも算出しており、人間開発指数(HDI)との関連の考察、持続可能性への考察も行なっている。